# Motive
Motive è una serie televisiva canadese trasmessa per quattro stagioni dal 2013 al 2016 su CTV.
La serie è basata sulle indagini della Detective Angela Flynn, mamma nubile che lavora nella squadra Omicidi di Vancouver. Particolarità della serie è che l'identità dell'omicida e della vittima, apparentemente estranei tra loro, sono noti fin dall'inizio dell'episodio, con un formato che ricorda Rizzoli & Isles; non è invece noto il legame che esiste tra loro, e di conseguenza il movente. In Italia ha debuttato il 21 settembre 2013 sul canale Premium Crime. Dal 15 ottobre 2015, la serie viene trasmessa in prima visione su Rete 4 e poi su TOP Crime.
Il 12 marzo 2016 la CTV ha ufficialmente cancellato la serie per scarsi ascolti dopo 4 stagioni e 52 episodi trasmessi.

## Episodi
| Stagione         | Episodi | Prima TV Canada | Prima TV Italia |
| ---------------- | ------- | --------------- | --------------- |
| Prima stagione   | 13      | 2013            | 2013            |
| Seconda stagione | 13      | 2014            | 2014            |
| Terza stagione   | 13      | 2015            | 2015            |
| Quarta stagione  | 13      | 2016            | 2016            |

## Personaggi e interpreti
- Detective Angie Flynn, (Stagioni 1-4), interpretata da Kristin Lehman, doppiata da Laura Romano.
Detective e mamma single
- Detective Oscar Vega, (Stagioni 1-4) interpretato da Louis Ferreira, doppiato da Stefano Alessandroni.
- Detective Brian Lucas, (Stagioni 1-4) interpretato da Brendan Penny, doppiato da Edoardo Stoppacciaro.
- Sergente Boyd Bloom, (Stagioni 1-3). interpretato da Roger R. Cross, doppiato da Massimo Bitossi.
- Dott. Betty Rogers, (stagioni 1-4), interpretata da Lauren Holly.
- Manny Flynn, (stagioni 1-4), interpretato da Cameron Bright.
Il figlio di Angie Flynn

## Riconoscimenti
- 2015 - Young Artist Awards[1]
  - Miglior performance in una serie televisiva - Giovane attrice guest star di anni 17-21 a Zoé De Grand Maison